# Интернационална уметничка колонија младих Art to go jazzy
Интернационална уметничка колонија младих Art to go jazzy, са мамером да постане традиционална, реализована је први пут 2016. године под покровитељством Фондације „Нишвил”, а у организацији Удружења уметника АРТЕФ, и прва је колонија те врсте, инспирисана  мотивима џеза, који су послужили младим уметницима за слободно уметничко изражавање на ову тему.
Међународни Нишвил џез фестивал који се одржава сваке године у првој половини августа почев од 1981. године, по први пут је у програм својих активности уврстио 2016. године и уметничку колонију Art to go jazzy на којој је уметнчка дела стварало дванаест изабраних сликара и три вајара из Србије, Македоније, Бугарске и Грузије, старости до 36. година. и девет позваних гостију.
Учесници колоније своје радове прилагодили су идеји фестивала, а тематска одредница био им је џез као слобода уметничког изражавања, одакле и потиче назив пројекта „Art to go jazzy“.

## Место, време одржавања и циљеви колоније
Време одржавања
Ликовна колонија реализована је по први пут у време одржавања 33. Нишвил џез фестивала од 11-14. августа 2016. године.
Место одржавања
Простор за рад колопније био је под ведрим небом, на парковској површини испред некадашњих атељеа у нишкој Тврђави изгорелих у пожару 2003. године. Простор је био опремљен са неколико штафелаја, доста јарких боје за осликавање мурала и алатом за вајање и израду инсталација.
Циљеви
Један од главних циљева организатора колоније био је да џез, као слобода уметничког изражавања великог броја музичара и певача, учесника Нишвил џез фестивала, послужи као инспиративан и атрактиван садржај за младе ликовне уметнике, учеснике колоније из Србије и иностранства, који би кроз овај пројекат на убедљив начин представили и реализовали идеју мултикултуралности, мултиуниверзалности и мултиповезаности различитих израза и форми на једном месту.
Други по важности, циљ организатора колоније, али и самих уметника, био је да се њихово ликовно стваралаштво одвија у специфичном простору, некада центру живог уметничког стварања уметника Ниша а данас згаришту бивших атељеа у древној нишкој Тврђави, и тиме скрену пажњу на овај импозантан простор у Тврђави, који би требало да постане будући Монмартр Ниша.
Трећи циљ је да због немогућности афирмације младих уметника у савременом српском друштву, и недоступности скупих атеље и изложбених простора, омогући да се под ведрим небом, окупљени уметници представе ликовној публици Ниша и његовим гостима, и тиме их едукују и охрабре да подрже стваралаштво младих у Нишу и Србији.
Четврти циљ организатора колоније је да настали радови једним делом послуже као наградни фонд фестивала, а другим делом као фонд донаторског карактера, чији би приходи једним делом послужили за одржавање наредне интернационалне колоније младих уметника, а другим делом за попуну фонда за обнову атељеа у нишкој Тврђави.

## Значај уметничког стваралаштва колоније
Мотив за покретање ликовне колонија као пројекта у оквиру  33. Нишвил џез фестивала био је пре свега ангажовање младих, школованих уметника, и стварање простора за њихову промоцију и актуелизацију уметности и представљање уметности ван галеријског простора.
По завршетку свих активности учесника колоније, дошло се до закључка; да је стваралаштвом окупљених младих уметника током колоније, а касаније и током изложбе њихових радова у Изложбеном простору официрског дома у Нишу, остварена изузетна сарадња младих уметника, кроз размену искустава, и отворену расправу о амбијенту, а конзументима културе, указали на насушну потребу да врхунска уметност и култура треба да прожме све поре српског друштва. 
Сарадња уметника окупљених на једном месту резултовала је:
- разменом искустава,
- отвореним расправама о уметности и култури данас,
- о амбијенту и конзументима културе,
- нужној потреби за имплементирање врхунске уметности и културе,
- указивањем конзументима културе, на насушну потребу да врхунска уметност и култура треба да прожме све поре српског друштва.

Учесници колоније своје радове прилагодили су идеји фестивала, а тематска одредница био им је џез слобода уметничког изражавања, одакле и потиче назив пројекта „ART TO GO JAZZY“
Један од мотива ауторима који су учествовали у раду колоније, поред комуникације са публиком, у оквиру креативног процеса продукције, била је и промоција њиховог рада кроз изложбу, а у наредним годинама и кроз доделу њихова дела за наградни фонд фестивала, или донаторску продају након које ће свако од њих добити потврду коме је дело додељено као награда или у чијем је власништву је њихов рад.

## Прва ликовна колонија (11—14. август 2016)
Колонију је чинило, на конкурсу изабраних, 14 уметника (11 сликара и три вајара), и десет позваних гостију, међу којима је било и доктора арехеологије и архитектуре и две докторанта зидног сликарства и витража.
Селекцију пристиглих радова урадио је проф. Перица Донков, један од уметника чији је атеље изгорео у пожару у нишкој Тврђави. Осим њега у одабиру учесника колоније учествовао је и директор „Нишвил” фестивала Иван Благојевић:
Након селекције, на којој су бирани уметници различитих сензибилитета и оријентације, како би тиме допринели квалитет и значају представљања и реализације идеје мултикултуралности, мултиуниверзалности и мултиповезаности различитих израза и форми на једном месту, у раду колоније учествовали су следећи уметници:

### На конкурсу изабрани
Вајари
1. Владимир Захаријевић,
2. Горски Кабадаја
3. Марко Вељковић.

Сликари и сликарке из Србије
1. Александра Бранковић,
2. Александра Лекић,
3. Даниел Јaкимовски,
4. Драгана Грујичић,
5. Иван Митић,
6. Лазар Шошевић,
7. Сава Мишић.

Сликарка из Македоније
1. Ана Јовановска

Сликари и сликарке из Бугарске
1. Невена Лефтер
2. Весела Петрова

Сликарка из Грузије
1. Ане Лагидзе

### Гости колоније
1. Магдалена Саздовска,
2. Божица Милојевић,
3. Ана Живадиновић,
4. Милена Крстић,
5. Уна Антоновић,
6. Дуња Ћирић,
7. Милена Лазаревић,
8. Ђорђе Стевановић и
9. др Александра Мирић архитекта-конзерватор

Радовима су се представиле и ауторке пројекта Невена Стефановић и Јелена Живковић.

## Друга ликовна колоније (9—15. август 2017)
Колонију је чинило, на конкурсу изабраних, 20 уметника, и неколико позваних гостију. Селекцију пристиглих радова урадио је проф. Перица Донков, сликар, један од уметника чији је атеље изгорео у пожару у нишкој Тврђави. Осим њега у одабиру учесника колоније учествовао је и директор „Нишвил” фестивала Иван Благојевић:[3]
Након селекције, на којој су бирани уметници различитих сензибилитета и оријентације, како би тиме допринели квалитет и значају представљања и реализације идеје мултикултуралности, мултиуниверзалности и мултиповезаности различитих израза и форми на једном месту, у раду колоније учествовали су следећи уметници:
Сликари и сликарке из Србије
1. Јован Спасић, сликар из Лесковца
2. Марко Вељковић , вајар из Београда
3. Новак Новаковић, графичар из Ћуприје
4. Младен Станковић, сликар из Ниша
5. Сузана Џелатовић, сликар из Ћуприје
6. Јана Митровска, сликарка из Ниша
7. Владимир Винкић, сликар из Панчева
8. Јован Ракић, аниматор и сликар из Београда
9. Ђорђе Стевановић, дизајнер ручног рада им обликовања гвожђа из Ниша
10. Силвија Богић, сликарка из Неготина
11. Немања Јовановић, сликар из Ниша
12. Марија Јефтић, сликарка и графичарка из Новог Сада
13. Марко Тошић, сликар из Пирота
14. Миленко Балови, вајар из Рашке
15. Јулија Милићевић, сликарка из Рашке
16. Милена Крстић, дизајнер текстила из Лесковца
17. Дуња Ћирић, сликарка из Ниша

Сликарка из Русије
1. Марабела Сергеевна Озерова

Сликарка из Македоније
1. Валентина Илијевска, сликарка из Скопља

Сликарка из Француске
1. Сабрина Сабрег

Сликар и сликарка из Бугарске
1. Пламена Паскалева, сликарка из Сливена
2. Константин Константинов, сликар из Пловдива

Радовима су се представиле и ауторке пројекта Невена Стефановић и Јелена Живковић из Ниша

## Трећа ликовна колоније (7—12. август 2018)
Колонију је чинило, на конкурсу изабраних, 27 уметника, и неколико позваних гостију. Селекцију пристиглих радова урадио је проф. Перица Донков, сликар, један од уметника чији је атеље изгорео у пожару у нишкој Тврђави. Осим њега у одабиру учесника колоније учествовао је и директор „Нишвил” фестивала Иван Благојевић. И ова селекције, као и претхоидне две, заснивала се на избору уметника различитих сензибилитета и оријентације, како би тиме допринели квалитет и значају представљања и реализације идеје мултикултуралности, мултиуниверзалности и мултиповезаности различитих израза и форми на једном месту, у раду колоније учествовали су следећи уметници:
Сликари и сликарке из Србије
1. Јелана Живковић, из Ниша
2. Невена Стефановић, из Ниша
3. Милена Крстић, из Ниша
4. Милена Вукајловић, из Куршумлије
5. Арпад Путел, з Врбаса
6. Никола Стојановић, из Ниша
7. Милена Кулић, из Мајданпека
8. Јечлена Митровска, из Ниша
9. Ненад Стаменковић, из Ниша
10. Душан Стојановић, из Ниша
11. Андријана Антанасијевић, из Ледковџа
12. Сузана Џелатовић, из Ћуприје
13. Стефан Сладић, из Ниша
14. Невена Љубењновић, Јелашница

Вајари из Србије
1. Ђорђе Стевановић
2. Марко Вељковић, из Врања
3. Горски Кабадаја, из Панчева

Графички дизајнер из Србије
1. Миљан Недељковић
2. Ана Вукадиновић, из Ниша
3. Новак Новаковић, из Ћуприје

Сликарка из Аргентине
1. Флоренција Пертини

Сликар из Македоније
1. Кристиаб Пуповски, из Скопља

Сликар из Бугарске
1. Хртистов Бозуков, из Пловдива